# 罗衫

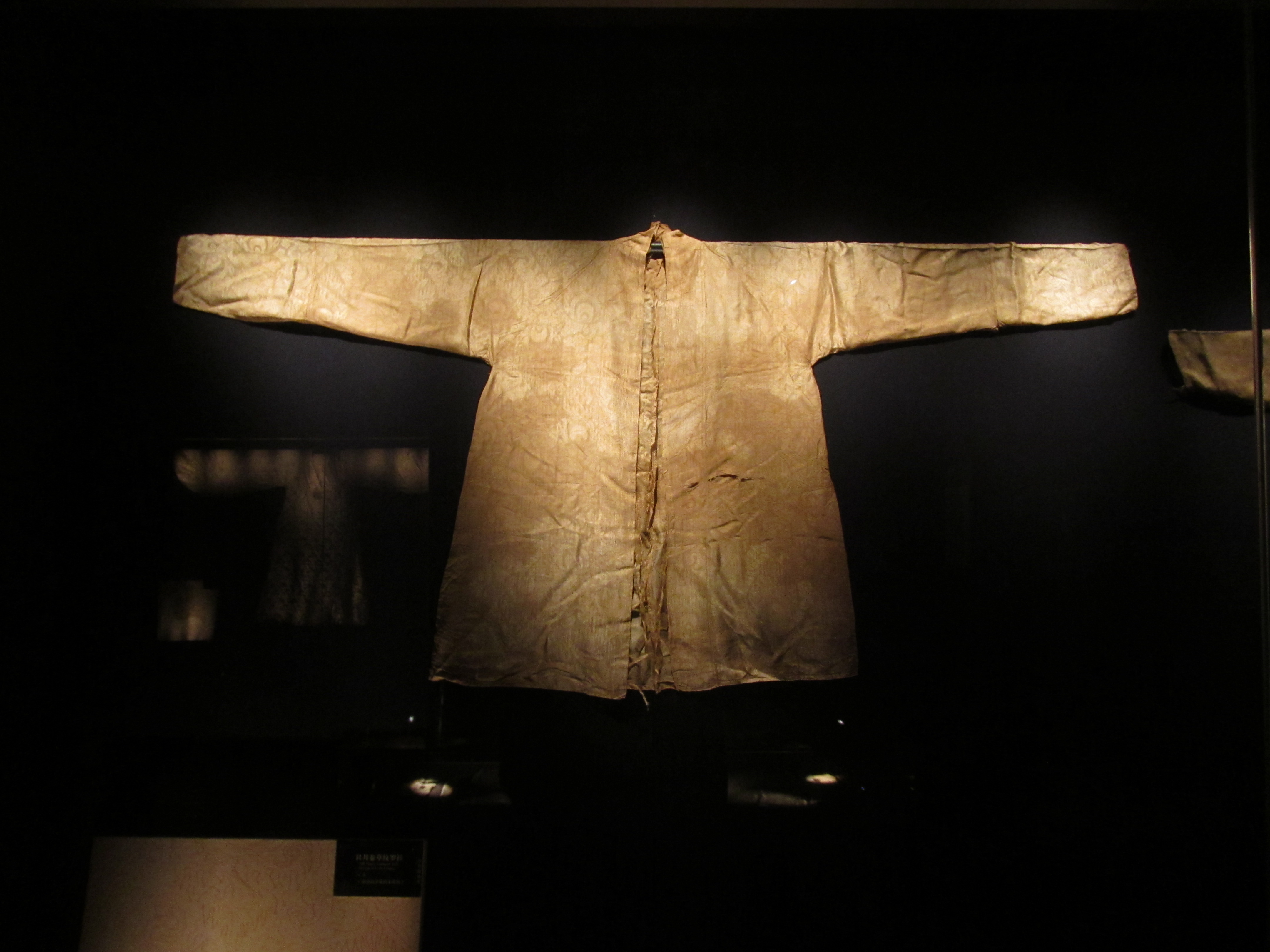
南京高淳区花山宋墓出土的宋代日月卷草纹罗衫，现藏于南京市博物馆。

罗衫是漢服系服裝中一種以羅為材質的上衣。秦代即已出现，传秦始皇曾令妃嫔在夏季穿用，唐宋时大袖罗衫逐渐流行，其袖口肥阔，并有很宽的绣花缘边，晚唐时一度在宫中盛行不著中衣，仅以轻纱罗衫蔽体。宋代将大袖罗衫列为后妃常服，明代仍为后妃命妇服饰，至清代废弃。